# Dinamo Bukarest II
Dinamo Bukarest II (FC Dinamo București II), kurz auch Dinamo II, war die zweite Mannschaft des rumänischen Erstligisten Dinamo Bukarest. Sie wurde 2003 gegründet, war ausschließlich in der zweiten und dritten rumänischen Liga vertreten und wurde nach der Saison 2016/17 und dem damit verbundenen Abstieg in die vierthöchste Spielklasse aufgelöst.
Nachdem der seit Jahren finanziell angeschlagene Klub im Jahr 2020 vom spanischen Unternehmen Benel International SA unter der Führung von Pablo Cortacero gekauft worden war, wurde in der Saison 2020/21 auch wieder die zweite Mannschaft mit Spielbetrieb in der Liga III reaktiviert. Nach der Saison 2021/22 und dem neuerlichen Abstieg in die Liga IV wurde die Zweitmannschaft abermals aufgelöst.

## Geschichte
Die Mannschaft fungierte als Bindeglied zwischen dem Nachwuchsbereich und der ersten Mannschaft und hatte das Ziel, Talente aus der eigenen Jugend an den Profikader heranzuführen. In der Spielzeit 2003/04 nahm Dinamo Bukarest II an der Seria III, einer von neun Staffeln der drittklassigen Divizia C, teil und belegte dort den vierten Tabellenplatz.
Nachdem ein Platz in der nächsthöheren Liga gekauft worden war, spielte die Mannschaft in der folgenden Saison 2004/05 in der Seria II der zweiten Liga und erreichte dort den achten Platz. Ebenfalls 2004/05 war Dinamo II erstmals in der Cupa României vertreten. Nachdem die Mannschaft im Sechzehntelfinale den damaligen Erstligisten FCU Politehnica Timișoara mit 3:2 bezwungen hatte, scheiterte das Team im nachfolgenden Achtelfinale erst in der Verlängerung mit 2:3 am FC Universitatea Craiova, einem weiteren Erstligisten. Auch in der Saison 2005/06 war Dinamo Bukarest II in der Liga in derselben Staffel vertreten, konnte jedoch mit dem 15. Platz den Klassenerhalt nicht sichern und stieg in die Drittklassigkeit ab.
Die Spielzeit 2006/07 beendete die zweite Mannschaft von Dinamo als Meister der Seria II der Liga III und stieg damit erneut in die zweithöchste Spielklasse auf. Von der Saison 2007/08 bis zur Saison 2012/13 spielte Dinamo II durchgehend in der Seria I der Liga II. Die Platzierungen lagen meist im unteren Mittelfeld; in der Saison 2012/13 belegte das Team den 13. Platz und stieg damit erneut in die dritte Liga ab.
In den folgenden Spielzeiten war Dinamo Bukarest II von 2013/14 bis 2016/17 in verschiedenen Staffeln der Liga III aktiv. Die beste Platzierung in dieser Phase war ein sechster Rang in der Seria II der Saison 2014/15. In der Saison 2016/17 belegte die Mannschaft den achten Platz und stieg erneut ab. Anschließend wurde der Spielbetrieb der zweiten Mannschaft vorübergehend eingestellt. Ionuț Negoiță, der damalige Vereinseigentümer, traf diese Entscheidung, um die für den Verein entstehenden Kosten zu reduzieren, die damals auf mehrere Hunderttausend Euro geschätzt wurden. Noch in derselben Saison war die Mannschaft zum zweiten Mal ihres Bestehens für die Cupa României teilnahmeberechtigt, unterlag hierbei jedoch im Sechzehntelfinale ausgerechnet mit 1:2 gegen die erste Mannschaft von Dinamo Bukarest.
Erst zur Saison 2020/21 wurde Dinamo II wieder für die Seria IV der Liga III gemeldet, in der das Team den siebenten Platz belegte. In der darauffolgenden Spielzeit 2021/22 erreichte die Mannschaft den neunten Rang und stieg damit erneut ab. Abermals kam es noch vor Antritt in der Viertklassigkeit zur Auflösung der Mannschaft, wobei ein Grund dafür auch der erstmalige Abstieg der ersten Mannschaft in ihrer 74-jährigen Vereinsgeschichte war.

## Ligazugehörigkeit
| Saison  | Stufe | Liga                  | Platzierung | Cupa României     |
| ------- | ----- | --------------------- | ----------- | ----------------- |
| 2003/04 | 3     | Divizia C (Seria III) | 4. ( ▲)     |                   |
| 2004/05 | 2     | Divizia B (Seria II)  | 8.          | Achtelfinale      |
| 2005/06 | 2     | Liga II (Seria II)    | 15. ( ▼)    |                   |
| 2006/07 | 3     | Liga III (Seria II)   | 1. (M, ▲)   |                   |
| 2007/08 | 2     | Liga II (Seria I)     | 10.         |                   |
| 2008/09 | 2     | Liga II (Seria I)     | 9.          |                   |
| 2009/10 | 2     | Liga II (Seria I)     | 15.         |                   |
| 2010/11 | 2     | Liga II (Seria I)     | 12.         |                   |
| 2011/12 | 2     | Liga II (Seria I)     | 13.         |                   |
| 2012/13 | 2     | Liga II (Seria I)     | 13. ( ▼)    |                   |
| 2013/14 | 3     | Liga III (Seria III)  | 7.          |                   |
| 2014/15 | 3     | Liga III (Seria II)   | 6.          |                   |
| 2015/16 | 3     | Liga III (Seria II)   | 9.          |                   |
| 2016/17 | 3     | Liga III (Seria II)   | 8. ( ▼)     | Sechzehntelfinale |
| 2020/21 | 3     | Liga III (Seria IV)   | 7.          |                   |
| 2021/22 | 3     | Liga III (Seria IV)   | 9. ( ▼)     |                   |

Legende: M = Meistertitel;  ▲ = Aufstieg;  ▼ = Abstieg

## Erfolge
- Meister der Liga III und Aufstieg in die Liga II: 2006/07

## Trainer
Auflistung der Trainer laut Transfermarkt.de; beginnend ab 2006
- Emil Ursu (1. Januar 2006 bis 1. September 2006)
- Cornel Țălnar (1. September 2006 bis 25. November 2007)
- Emil Ursu (18. Dezember 2007 bis 30. September 2008)
- Gheorghe Mihali (25. August 2009 bis 13. Oktober 2009)
- Costel Orac (3. Oktober 2009 bis 30. Juni 2010)
- Ioan Viorel Ganea (9. Juli 2010 bis 1. September 2010)
- Ion Moldovan (1. September 2010 bis 24. Dezember 2010)
- Liviu Ciobotariu (24. Dezember 2010 bis 10. Juli 2011)
- Flavius Stoican (13. Juli 2011 bis 3. Januar 2012)
- Marin Ioniță (23. Januar 2012 bis 30. Juni 2012)
- Ilie Alexe (1. Juli 2012 bis 10. Oktober 2012)
- Cornel Țălnar (10. Oktober 2012 bis 28. Dezember 2012)
- Ion Moldovan (28. Dezember 2012 bis 2. April 2013)
- Tibor Selymes (2. April 2013 bis 16. Juni 2013)
- Ilie Alexe (25. Juli 2013 bis 23. August 2013)
- Flavius Stoican (23. August 2013 bis 22. September 2013)
- Iulian Mihăescu (23. September 2013 bis 9. Oktober 2013)
- Lucian Mezei (10. Oktober 2013 bis 8. Januar 2014)
- Mugurel Cornățeanu (9. Januar 2014 bis 15. April 2014)
- Lucian Mezei (16. April 2014 bis 5. August 2014)
- Florin Bratu (6. August 2014 bis 17. Juni 2015)
- Florentin Petre (17. Juni 2015 bis 14. November 2015)
- Mugurel Cornățeanu (14. November 2015 bis 30. Juni 2016)
- Laurențiu Diniță (11. Juli 2016 bis 30. Juni 2017)
- Emil Ursu (1. September 2020 bis 19. März 2021)
- Sorin Colceag (2. April 2021 bis 15. September 2021)
- Sorin Colceag (1. Oktober 2021 bis 21. Juli 2022)